# Gumpang Lempuh
Gumpang Lempuh is een bestuurslaag in het regentschap Gayo Lues van de provincie Atjeh, Indonesië. Gumpang Lempuh telt 593 inwoners (volkstelling 2010).